# نوريكازو موراكامي
نوريكازو موراكامي (16 أكتوبر 1981 بيوكوهاما في اليابان - ) (باليابانية: 村上範和) هو لاعب كرة قدم ياباني في مركز الهجوم. لعب مع ألمانيا آخن وباليستيير خالسا ولوكوموتيف لايبزيغ ونادي ألبيريكس نيغاتا ونادي بونه ونادي هوم يونايتد ونادي واريورز وSV Wilhelmshaven ‏ ولمونتفيل غولدن أروز ‏ و وبلاتينيوم ستارز ‏ وYSCC Yokohama ‏.

## وصلات خارجية
- نوريكازو موراكامي على موقع قاعدة بيانات كرة القدم.إي يو (الإنجليزية)
- نوريكازو موراكامي على موقع Soccerway.com (الإنجليزية)
- نوريكازو موراكامي على موقع عالم كرة القدم.نت (الإنجليزية)